# 贞丰蹄盖蕨
贞丰蹄盖蕨（学名：Athyrium zhenfengense）为蹄盖蕨科蹄盖蕨属下的一个种。

## 扩展阅读
- 維基物種上的相關：贞丰蹄盖蕨